# Sân bay quốc tế Tân Kiều Hợp Phì
Sân bay quốc tế Tân Kiều Hợp Phì (tiếng Trung: 合肥新桥国际机场) (IATA: HFE, ICAO: ZSOF) là sân bay chính phục vụ hoạt động hàng không tại thành phố Hợp Phì, thủ phủ của tỉnh An Huy, Trung Quốc. Nó nằm tại thành phố cấp huyện Phì Tây, cách trung tâm thành phố Hợp Phì khoảng 31,8 km. Sân bay này được xây dựng vào tháng 12 năm 2008 với tổng số vốn đầu tư là 3,728 tỷ nhân dân tệ. Nó được khánh thành vào ngày 30 tháng 5 năm 2013 nhằm thay thế cho sân bay cũ của thành phố là Sân bay quốc tế Lạc Cương Hợp Phì.

## Trang bị
Giai đoạn đầu xây dựng, sân bay bao gồm một đường băng dài 3.400 mét, rộng 45 mét (lớp 4E), và một nhà chờ bay rộng 108.500 mét vuông nhằm đáp ứng nhu cầu cho một lượng khách dự kiến hàng năm là 11 triệu người và 150.000 tấn hàng hóa vào năm 2020. Giai đoạn hai đang được lên kế hoạch để đáp ứng cho khoảng 42 triệu hành khách và 580.000 tấn hàng hóa vào năm 2040.

## Các hãng hàng không và các điểm đến
| Hãng hàng không           | Các điểm đến |
| ------------------------- | --- |
| Air China                 | Bắc Kinh, Thành Đô |
| Air China                 | Seoul-Incheon |
| Air Macau                 | Ma Cao |
| Beijing Capital Airlines  | Hạ Môn, Tây An |
| China Airlines            | Đài Bắc - Đài Loan |
| China Eastern Airlines    | Bắc Kinh, Thành Đô, Trùng Khánh, Quảng Châu, Quế Lâm, Hoàng Sơn, Lệ Giang, Côn Minh, Thanh Đảo, Phố Đông - Thượng Hải, Thẩm Dương, Hạ Môn, Tây An |
| China Eastern Airlines    | Hồng Kông, Đài Bắc - Đài Loan Quá cảnh: Bangkok-Suvarnabhumi                                                                                      |
| China Southern Airlines   | Quảng Châu, Hải Khẩu, Cáp Nhĩ Tân, Thâm Quyến, Urumqi, Hạ Môn, Tây An                                                                             |
| Far Eastern Air Transport | Đài Trung, Đài Bắc - Đài Loan |
| Fuzhou Airlines           | Phúc Châu |
| Hainan Airlines           | Đại Liên, Phúc Châu, Quảng Châu, Hải Khẩu, Cáp Nhĩ Tân, Lan Châu, Thanh Đảo, Tam Á, Thâm Quyến, Thái Nguyên, Urumqi                               |
| Hainan Airlines           | Singapore |
| Joy Air                   | Phúc Châu, Hoàng Sơn, Liên Vân Cảng, Nam Xương, Thái Nguyên, Tây An, Yên Đài, Nghĩa Ô, Vận Thành, Trịnh Châu                                      |
| Lucky Air                 | Côn Minh |
| Okay Airlines             | Côn Minh |
| Shandong Airlines         | Sân bay quốc tế Hoàng Hoa Trường Sa, Quý Dương, Thanh Đảo, Hạ Môn                                                                                 |
| Shenzhen Airlines         | Quảng Châu, Thâm Quyến |
| Sichuan Airlines          | Thành Đô |
| Sky Wings Asia Airlines   | Quá cảnh: Siem Reap |
| Tianjin Airlines          | Hải Khẩu, Hohhot, Yết Dương, Nam Ninh, Ordos, Thanh Đảo, Thạch Gia Trang, Ôn Châu, Tây An, Trịnh Châu                                             |
| TransAsia Airways         | Cao Hùng, Đài Bắc-Tùng Sơn |
| West Air (China)          | Trùng Khánh, Thẩm Dương |
| Xiamen Airlines           | Thái Nguyên, Hạ Môn |